# William Barbey
Pour les articles homonymes, voir Barbey (homonymie).
William Barbey, né le 14 juillet 1842 à Genthod et mort le 18 novembre 1914 à Pregny, est un botaniste et une personnalité politique vaudoise.

## Biographie

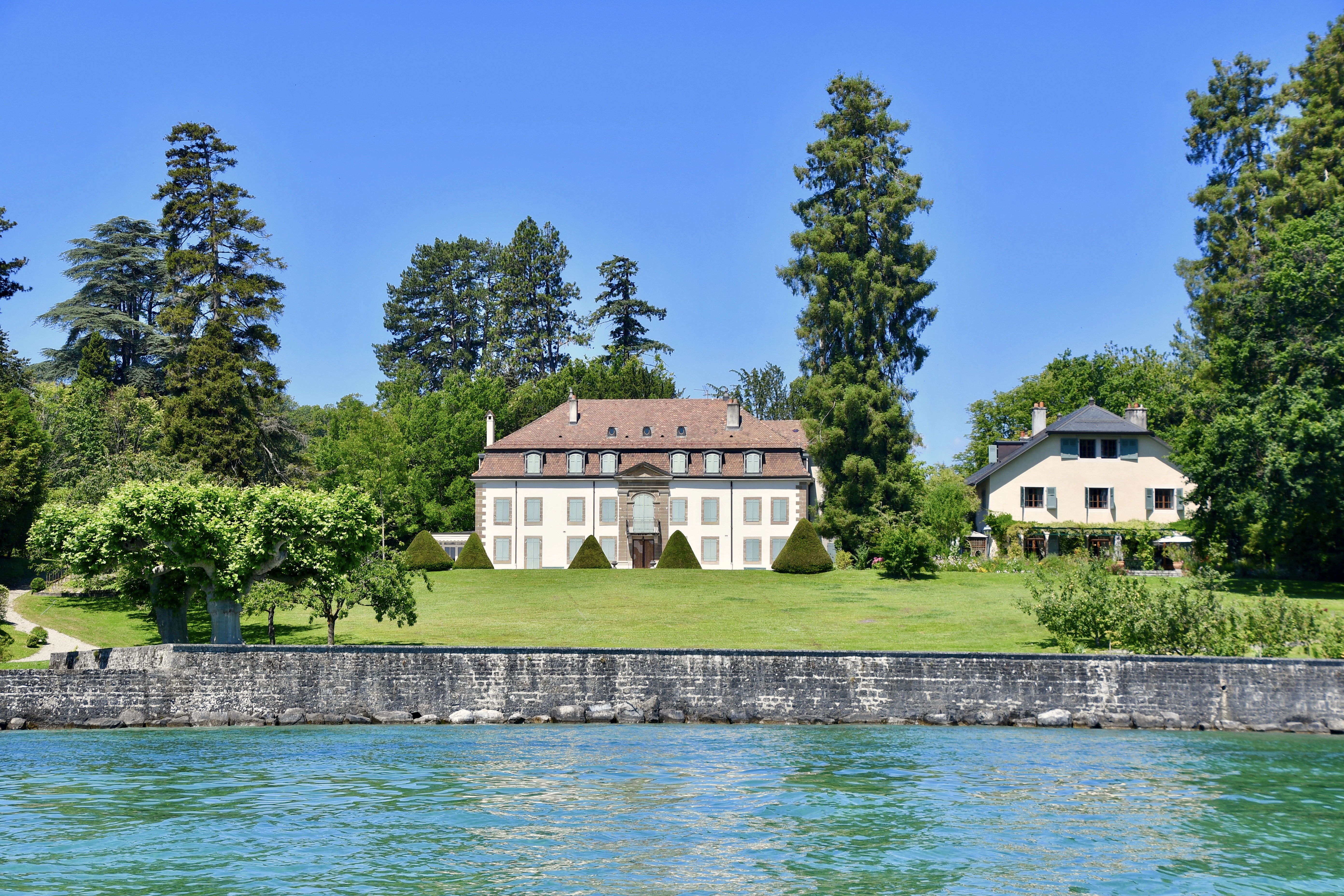
La maison de maître «La Grande Pierrière», à Pregny, où vécut William Barbey de 1869 à 1914.

William Barbey fait des études de sciences à l'Académie à Genève, puis obtient en 1862 son diplôme d'ingénieur à l'école centrale de Paris. La même année, il part à New York pour collaborer jusqu'en 1869 avec son frère Henry-Isaac dans la maison de commerce Iselin-Neeser. À son retour à Genève, il épouse Caroline-Mathilde Boissier et son beau-père Pierre Edmond Boissier l'initie à la botanique. Au décès de ce dernier, en 1885, il transfère l'herbier Boissier à Chambésy (Genève) où il développe un centre d'études et de consultations de renommée internationale. Dans le même temps, il entretient et agrandit le jardin botanique.
Il étudie la botanique et herborise en Espagne, Palestine, Grèce ainsi qu'en Anatolie. En 1885, il fonde le Bulletin de l'Herbier Boissier, devenu dès 1910 Bulletin de la Société botanique de Genève.
Animé de ferventes convictions chrétiennes et membre de l’Église évangélique libre du canton de Vaud, il se préoccupe du bien-être matériel et moral des habitants de Valeyres-sous-Rances, commune dont il est secrétaire municipal de 1881 à 1887. Il y crée une bibliothèque morale, une école privée, construit une chapelle pour abriter les cultes de l’Église libre, un établissement de bains par souci hygiéniste et une place de jeux pour enfants.
Partisan de l'observation du dimanche, il se lance dans une campagne visant à interdire la circulation automobile ce jour-là et fait construire à ses frais le chemin de fer Yverdon-Sainte-Croix à condition que les trains ne circulent que les jours ouvrables.
Fervent chrétien, il fait aussi imprimer à ses frais une Bible version Louis Segond, afin d’en assurer une diffusion à prix modique.
Il introduit la race bovine frisonne dans son domaine dit Le Manoir, à Valeyres-sous-Rances.
Actif dans la lutte contre l'alcoolisme, il crée en 1880 la maison La Violette à Lausanne. Adversaire résolu de toute intervention de l'État, il est député libéral au Grand Conseil vaudois (1885-1909), mais il se tient à l'écart des mots d'ordre.
William Barbey avait une petite-fille nommée Valérie décédée au début du XXe siècle des suites d'une diphtérie. Un chemin a été nommé en son honneur à Pregny-Chambésy.

## Hommage
- Depuis le 8 juin 1957, un chemin porte son nom dans la commune de Pregny-Chambésy, le "Chemin William-BARBEY" [3].
- Une rue et un arrêt de train d’Yverdon et une rue de Sainte-Croix portent son nom.

### Sources
- Fonds : Barbey (famille, propriétaire du Manoir de Valeyres-sous-Rances) (1519-1957) [55 parchemins, 133 papiers, 40 cahiers, 29 enveloppes, 25 carnets, 7 volumes, 6 plans, 6 billets, 3 portefeuilles, 1 classeur]. Collection : Archives privées; Cote : CH-000053-1 P Barbey-Valeyres. Archives cantonales vaudoises (présentation en ligne).
- « BARBEY (William, 14 juillet 1842 - 18 novembre 1914 et Caroline Barbey-Boissier, 1847-1918) » (1895-2004) [1 enveloppe]. Fonds : Dossiers ATS; Cote : CH-000053-1 Dossier ATS BARBEY (William). Archives cantonales vaudoises (présentation en ligne).